# Rana elberti
Rana elberti é uma espécie de anfíbio da família Ranidae.
Pode ser encontrada nos seguintes países: Indonésia e Timor-Leste.
Os seus habitats naturais são: florestas secas tropicais ou subtropicais, savanas húmidas, rios, rios intermitentes, pântanos, marismas intermitentes de água doce e lagoas costeiras de água doce.